# Brąswałd

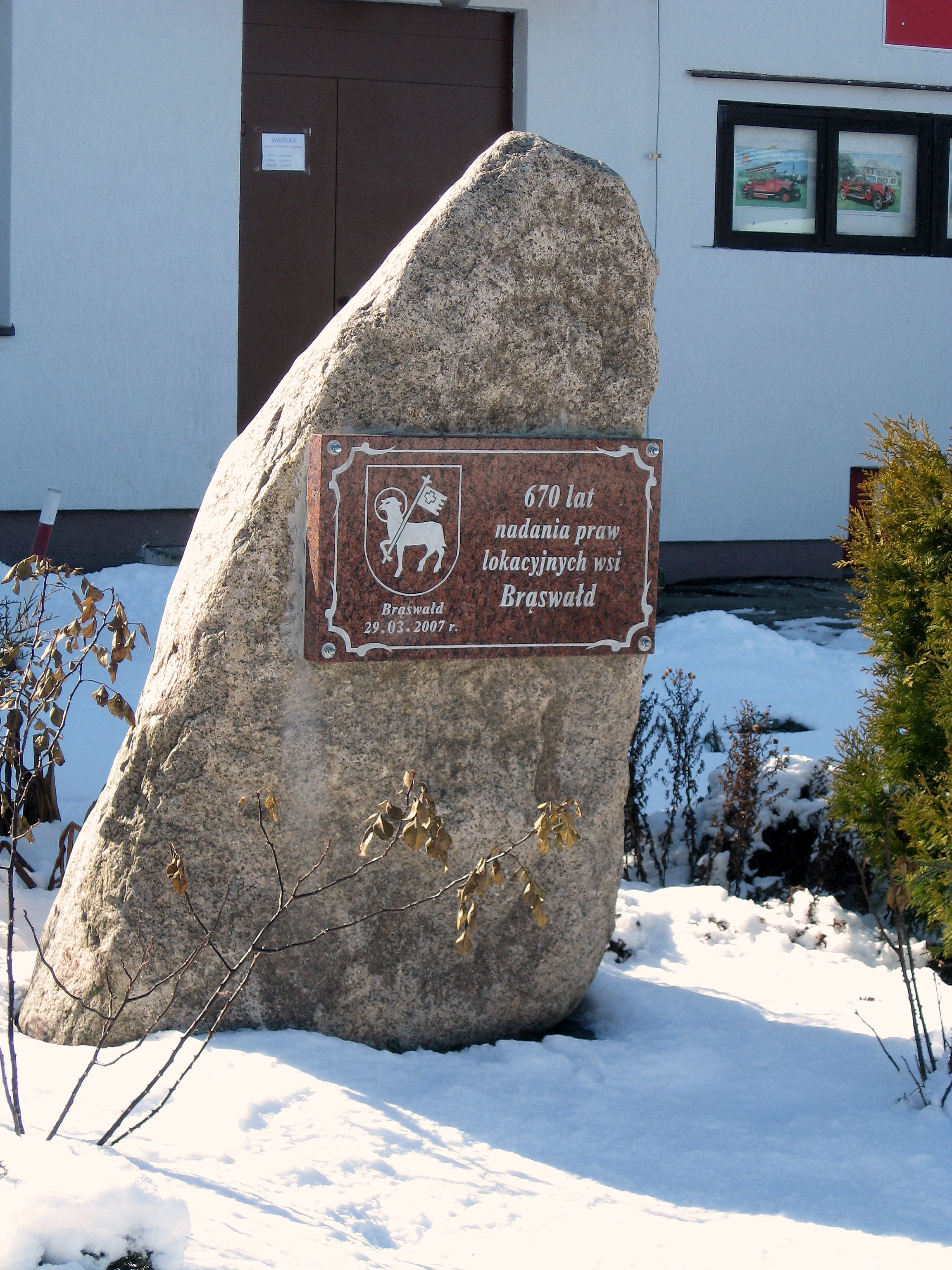
Kamień pamiątkowy z okazji 670. rocznicy lokacji wsi

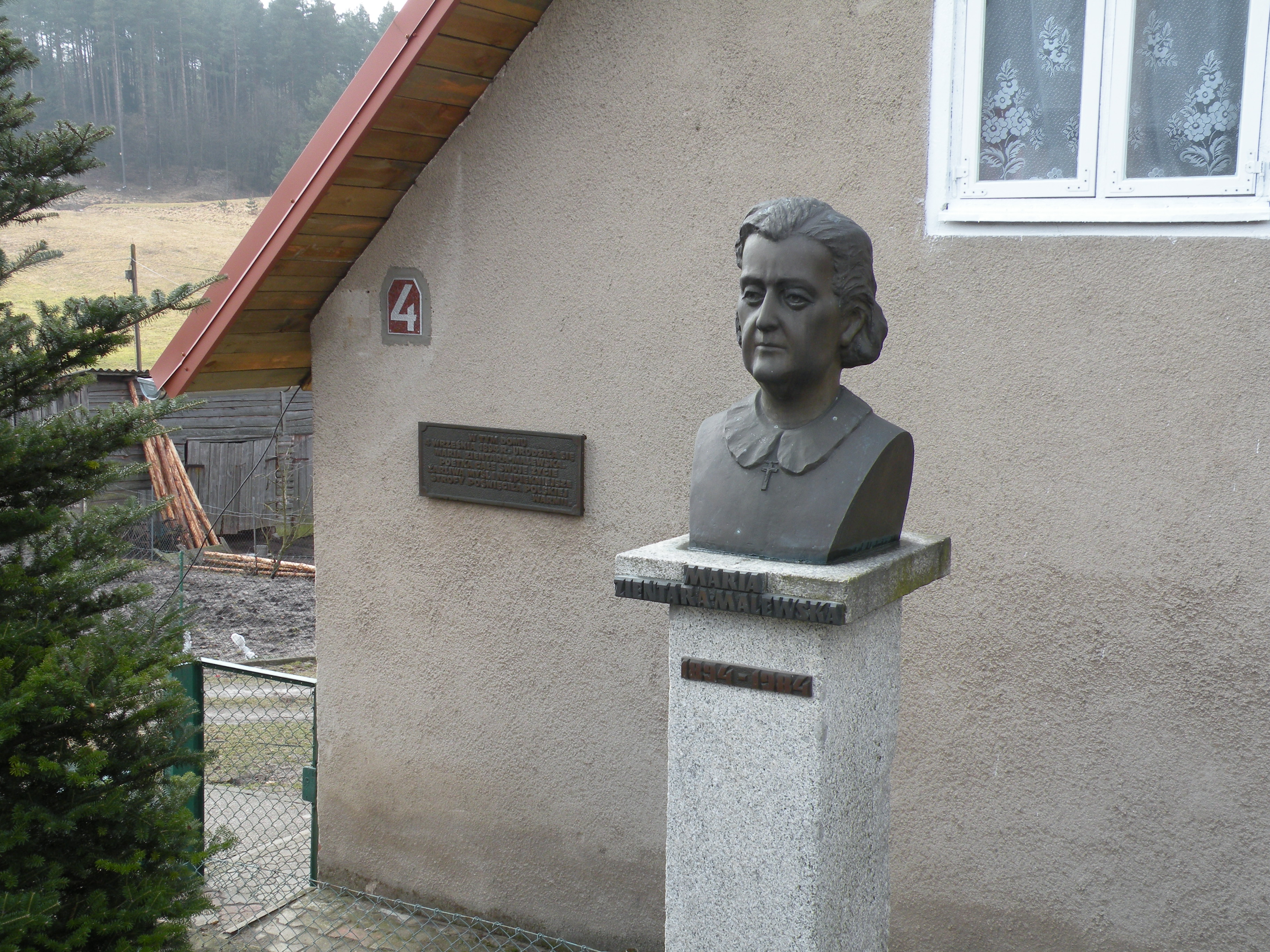
Pomnik Marii Zientary-Malewskiej

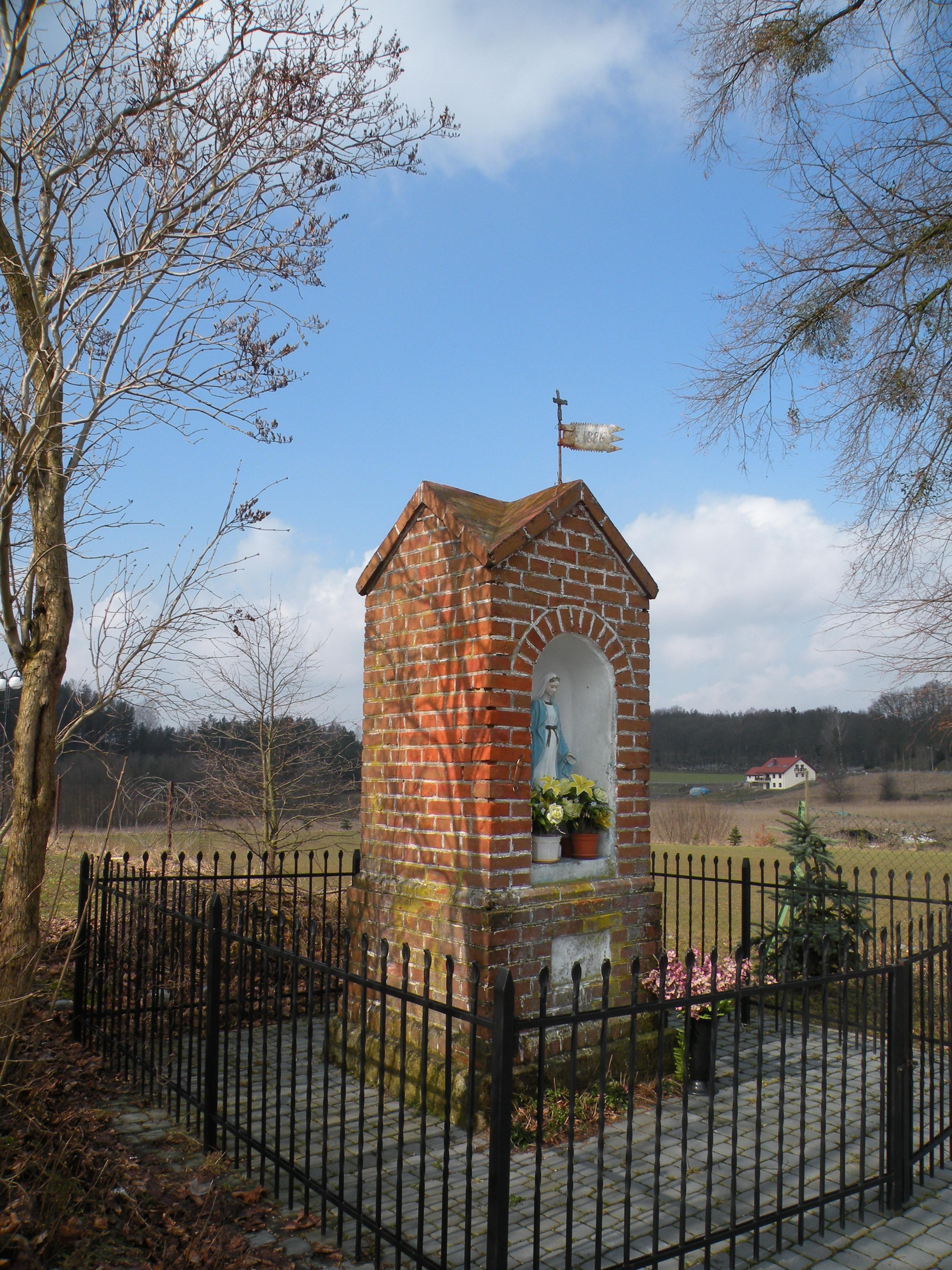
Jedna z kilku kapliczek

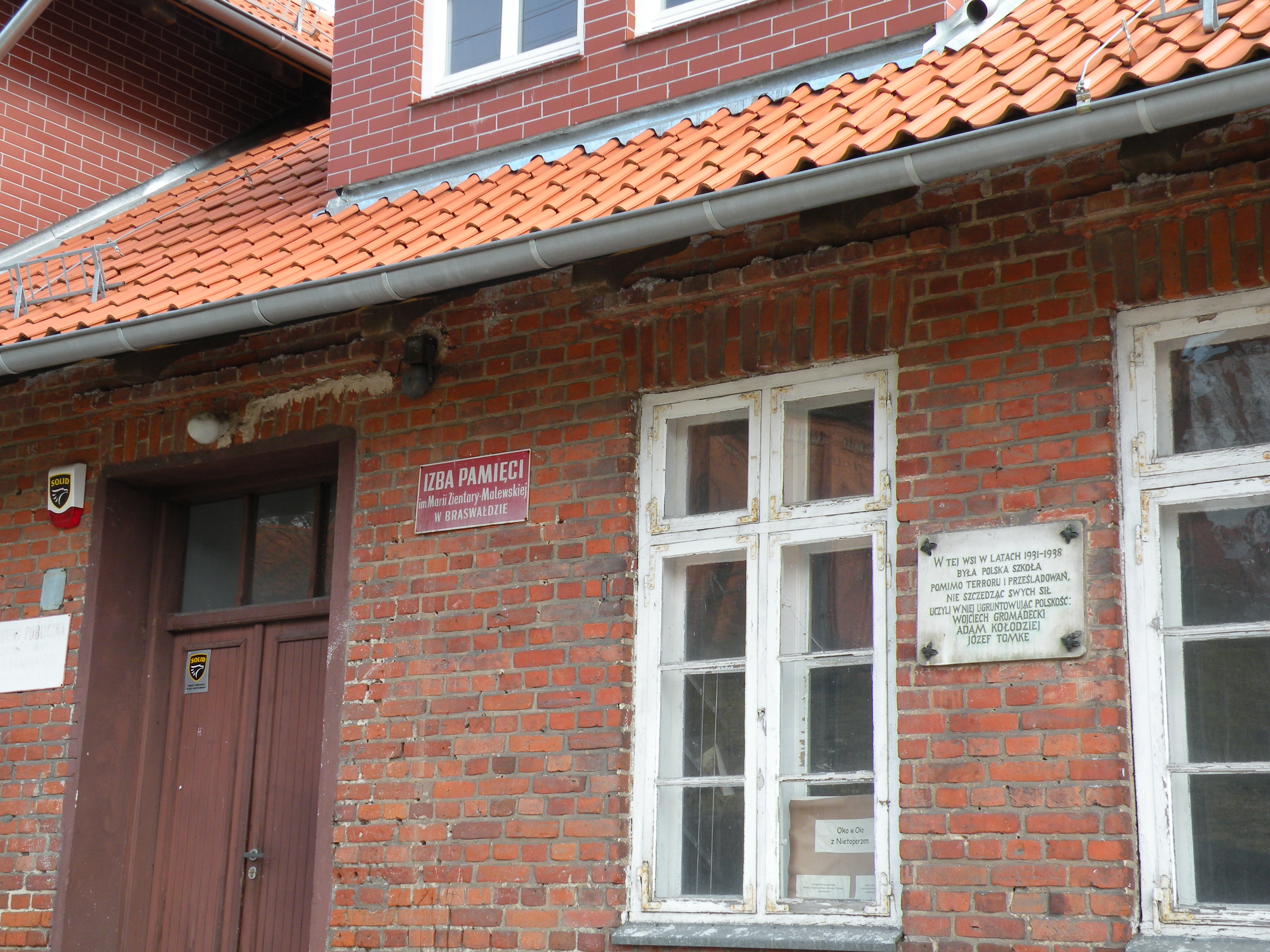
Izba pamięci w zabytkowym budynku szkoły

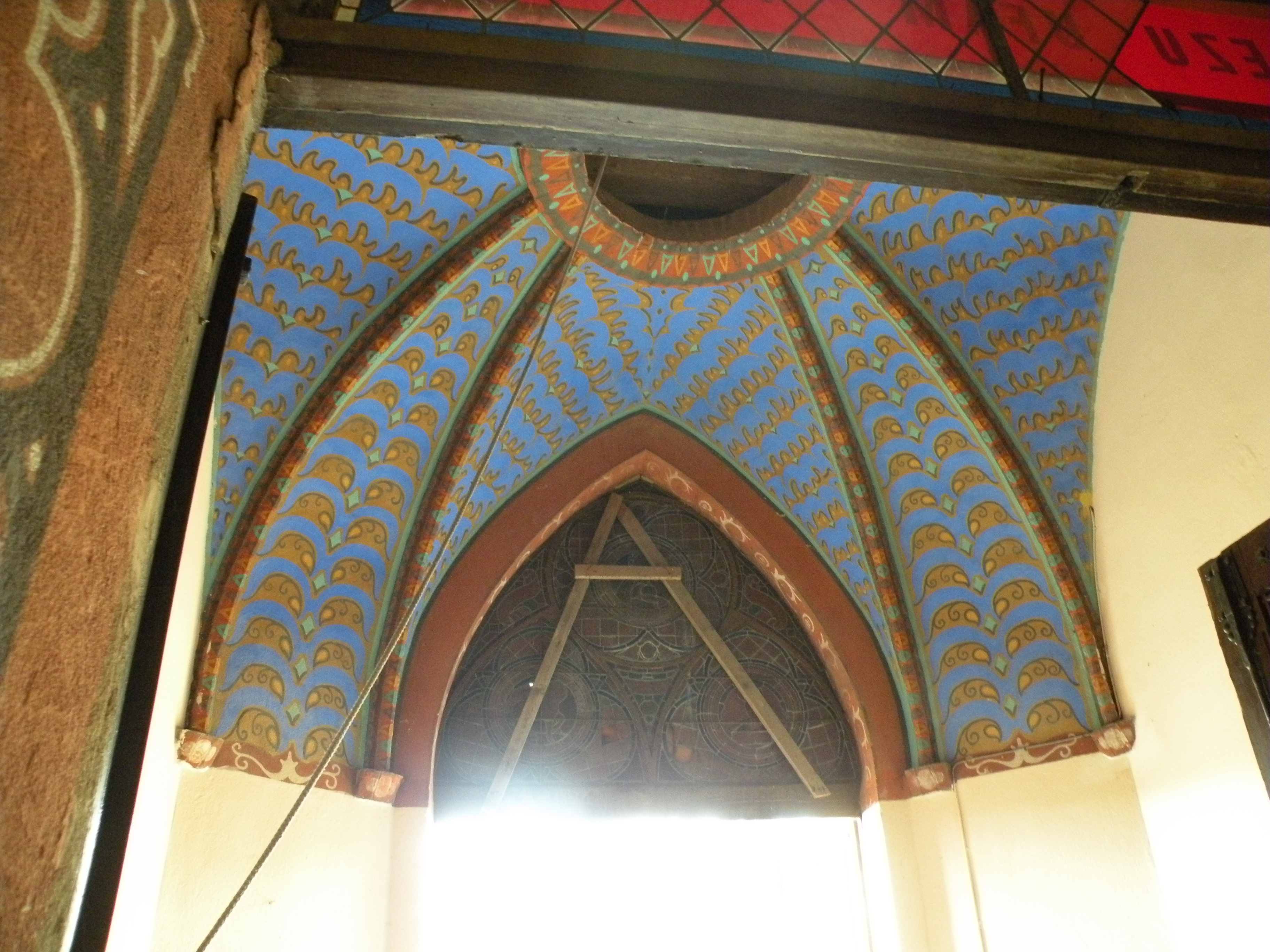
Wnętrze kościoła

Brąswałd (niem. Braunswalde) – wieś w Polsce położona w województwie warmińsko-mazurskim, w powiecie olsztyńskim, w gminie Dywity.
Wieś na Warmii położona około 8 km na północ od Olsztyna, w pobliżu jeziora Mosąg oraz rzeki Łyny. Usytuowana w pagórkowatym krajobrazie polodowcowym z licznymi małymi zbiornikami wodnymi. Od wschodu rozciągają się lasy, z pozostałych stron otoczona jest gruntami rolnymi z licznymi śródpolnymi kępami zieleni. W pobliżu (około 0,5 km na zachód) znajduje się elektrownia wodna na rzece Łyna. We wsi znajduje się kościół parafialny, szkoła podstawowa (filia szkoły w Dywitach), Ochotnicza Straż Pożarna z remizą, sklepy spożywcze.
Na architekturę wsi składają się budynki jednokondygnacyjne mieszkalne z dachami dwuspadowymi, pokrytymi dachówką ceramiczną. Charakterystyczny jest symetryczny układ budynków, gdzie oś symetrii przebiega przez komin i drzwi wejściowe. Występują okna (najczęściej drewniane) o podłużnym kształcie, usytuowane symetrycznie względem siebie. Budynki gospodarcze zbudowane są z czerwonej cegły oraz ze szczytami z drewnianych desek. Dachy są dwuspadowe, pokryte dachówką ceramiczną. Fundamenty zbudowane są z kamienia naturalnego, krokwie wysunięte poza ściany. W centralnej ich części umieszczone są duże drewniane drzwi zakończone łukiem. Po bokach symetrycznie względem siebie umieszczone są węższe drewniane drzwi zakończone łukiem. W architekturę wsi dobrze wkomponowany jest kościół, zbudowany na wzgórzu, liczne kapliczny oraz zadbane skwery, pomniki oraz kamienie pamiątkowe.
Miejsca kulturalno-rekreacyjne:
- biblioteka, dawny dom Marii Zientary-Malewskiej,
- remiza strażacka – funkcjonuje również jako miejsce spotkań,
- teren nad rzeką Łyną, służący do organizacji ognisk dla dzieci młodzieży, także rodzinnych ognisk integracyjnych, spotkań ludności,
- boisko sportowe, dobrze utrzymane.

## Historia
Wieś założona w 1337 r. na 8 włókach, na prawie chełmińskim, w pobliżu pruskiego grodziska, przywilej lokacyjny pochodzi z 29 marca 1337 r., (Inne źródła podają rok lokowania 1338) i nadany był przez wójta warmińskiego Henryka Lutra. Zasadźcą wsi był niejaki Mikołaj. Historyczne warianty nazewnicze miejscowości: Brunswald (1363), Branswald (1517), Bruszwałd i Brunswałt. Wkrótce po założeniu wieś została zniszczona w czasie najazdu litewskiego, a później w czasie wojny polsko-krzyżackiej (1519-1521).
Parafia w Brąswałdzie powstała w XIV w. Pierwotny kościół zniszczyli Litwini, a nowy wystawiono około 1500 roku, a konsekrował go biskup warmiński Marcin Kromer w 1580 r.
W latach 1517–18 osadnictwo na tych terenach nadzorował Mikołaj Kopernik. W czasie wojny polsko-krzyżackiej 1519-1521 wieś została częściowo zniszczona, a już w połowie XVI w. odbudowano ją i zaczęli się tu osiedlać osadnicy z Mazowsza. W połowie XVI w., był tu kościół i karczma, uprawiano 27 włók ziemi. Na początku XVII spłonął kościół. Odbudowaną po pożarze świątynie konsekrował pw. św. Katarzyny i św.św. Apostołów Szymona i Tadeusza, w 1617 r. bp  Szymon Rudnicki. W 1634 r. była to wieś sołecka, natomiast w 1789 Brąswałd był wsią królewską z kościołem i 31 „dymami” (gospodarstwami domowymi). W XVIII w. chłopi miejscowi pracowali głównie przy spławianiu drewna Łyną. W 1887 r. założono bibliotekę Towarzystwa Czytelni Ludowych.
Pierwsza szkoła w Brąswałdzie – jako parafialna – powstała w XVII w. W 1825 r. uczył w niej Jan Thiel (uczył już 35 rok), a uczęszczało 31 dzieci. W protokole wizytacyjnym z tego roku zaznaczono, że tylko nieliczne dzieci czytało po niemiecku, wszystkie natomiast umiały czytać po polsku. W latach 1845–71 ks. Franciszek Kaupowicz odprawiał nabożeństwa w języku polskim oraz posiadał pierwsza na Warmii bibliotekę polskich książek. W 1887 r. we wsi powstała biblioteka Towarzystwa Czytelni Ludowych, założona przez Piotra Elbinga. Kolektorami tej biblioteki, która przetrwała do 1891 r., byli Klimek i Jan Skibowski. Z tej biblioteki korzystali także mieszkańcy Dywit i Sętala. Kolejna polska biblioteka powstała w 1920 r. (istniała do 1926 r.), a prowadził ją Walenty Sosnowski – mąż zaufania w plebiscycie z 1920 r., korespondent Gazety Olsztyńskiej. Natomiast w latach 1929-1933 działała biblioteka Towarzystwa Młodzieży, bibliotekarzem której był niejaki Zientara. W latach 1934–39 kolejną bibliotekę z polskimi książkami prowadzili: Robert Hallmann, Stefania Żurawska i Jan Zientara.
W okresie międzywojennym we wsi działało koło Związku Polaków w Niemczech, którym kierował Augustyn Zientara. Członkami Związku m.in. byli: Anna Bartnik, Józef Barnik, Anna Broch, Michał Broch, Augustyn Zientara, Jan Hallmann, Józef Hallmann, Franciszka, Barbara Kisiel, Józef Kisiel, Marianna Lenkiewicz, Franciszka Kwiatkowska, Anna Taplik, Franciszek Porbadnik, Andrzej Wippich. W tym czasie działała też we wsi drużyna ZHP w Niemczech (Hufiec Wschodniopruski).
W XIX w. do parafii brąswałdzkiej należały następujące wsie: Brąswałd, Bukwałd, Barkweda, Kajny, Redykajny oraz Mątki (obecnie należy do parafii w Jonkowie). W 1917 r. parafia liczyła 2213 osób, z których dwie trzecie stanowili Polacy. Na początku XX w. wieś obejmowała 1061 ha ziemi, było tu 72 domy, zamieszkane przez 111 rodzin. W 1925 r. było 71 domów z 99 rodzinami i 474 mieszkańcami (w tym 473 katolików, 1 ewangelik). W 1933 roku we wsi mieszkało 511 osób, a w 1939 – 503 osoby.
W latach 1931–38 we wsi działała prywatna szkoła polska. Kościół wzniesiono w latach 1894-96 w miejscu zburzonej w 1895 r. średniowiecznej budowli (pochodzącej z 1500 r.), która spłonęła jeszcze na początku XVII w. W kościele zachowała się polichromia wykonana w 1912 r. przez malarzy Zeptera i Brandta z Berlina) ze scenami dotyczącymi dziejów Polski i Warmii, zamówiona przez ks. W. Barczewskiego.
Po roku 1945 Brąswałd został wsią sołecką.
W 1970 r. w Brąswałdzie było 409 mieszkańców, w 1978 – 320. W 1993 r. we wsi mieszkało 272 osoby (łącznie z Wopami i Lipniakiem).
Do parafii w Brąswałdzie należy kościół pw. św. Józefa w Bukwałdzie (wzniesiony w 1858, rozbudowany w 1930) oraz Dom Mniszek Bosych Zakonu Najświętszej Maryi Panny z Góry Karmel w Spręcowie
Miejscowość opisała Maria Zientara-Malewska w swoich wspomnieniach pt. Wieś nad łąkami Brąswałd (Wydawnictwo Pojezierze, Olsztyn 1988).
W latach 1975–1998 miejscowość administracyjnie należała do województwa olsztyńskiego.

## Zabytki
- Kościół neogotycki, zbudowany na wzgórzu miejscu poprzednich budowli, pochodzi z lat 1894-1896 (proj. Fritz Heitmann z polichromią przedstawiającą sceny z dziejów Polski i Warmii (dzieje biskupstwa warmińskiego[6]), wykonaną w 1912 r. przez malarzy Zeptera i Brandta na zamówienie ks. Barczewskiego. Konsekrowany był w 1897 r. przez biskupa Andrzeja Thiela, pod wezwaniem Narodzenia Najświętszej Marii Panny. Budowę rozpoczął ks Herman Macherzyński a dokończył ks. Walenty Barczewski.

W ołtarzu głównym znajdują się płaskorzeźby Chrystusa, niosącego krzyż oraz zdjęcie Chrystusa z krzyża. Barokowy ołtarz (boczny prawy) św. Trójcy z 1741 r., pochodzący z poprzedniego kościoła. Na ołtarzu umieszczony jest herb biskupa warmińskiego Krzysztofa Jana Szembeka. W ołtarzu bocznym lewym znajduje się obraz Matki Boskiej Ubogiej oraz rzeźby św. Barbary i św. Marii Magdaleny.
W kościele znajduje się kamienna kropielnica z 1744 roku. Kościół usytuowany na wzgórzu i jest otoczony starymi drzewami.
- Przy kościele znajduje się plebania z XIX w i organistówka.
- Kapliczki przydrożne z XIX w. – łącznie 7, wpisane do rejestru zabytków.
- Cmentarz parafialny, stosunkowo dobrze zachowany z licznymi, unikalnym, zabytkowymi grobami, otoczony wysokimi, starymi drzewami. Na cmentarzu znajdują się groby ks. Walentego Barczewskiego, ks. Franciszka Kaupowicza, ks. Hermana Macherzyńskiego.
- Dom poetki i nauczycielki Marii Zientary–Malewskiej, w którym w roku 1894 urodziła się i potem tworzyła. Przed wejściem stoi popiersie słynnej poetki.
- Budynek biblioteki, w latach 1931-1938 była ostoją polskości, działała tu polska szkoła. Obecnie oprócz wypożyczalni im. Franciszka Kaupowicza (w latach 1845-1871 przeciwstawiał się germanizacji) znajduje się Izba Pamięci. Corocznie odbywa się tutaj czytanie poezji Marii Zientary-Malewskiej.
- Interesująca zabudowa warmińska, występują ślady zabudowy drewnianej, czego przykładem jest chałupa z XVII w.

## Ludzie związani z miejscowością
- W latach 1894–1928 proboszczem był ks. Walenty Barczewski (1856-1928), działacz ludowy, poseł do Landtagu (został pochowany na miejscowym cmentarzu).
- W Brąswałdzie urodziła się Maria Zientara-Malewska (1894-1984), działaczka i poetka warmińska.
- W Brąswałdzie urodził się Piotr Paweł Baranowski (1805-1901), ksiądz katolicki, od 1838 proboszcz parafii tychnowskiej i straszewskiej (woj. pomorskie)[7]